# Pałac Wyszomirskich
Pałac Wyszomirskich w Stoku Lackim-Folwarku – zabytkowy neorenesansowy pałac w Stoku Lackim-Folwarku, wzniesiony w roku 1875 przez Bolesława Podczaszyńskiego dla Józefa Wyszomirskiego.
Pałac wzniesiono częściowo na sklepionych krzyżowo piwnicach pozostałych po istniejącym poprzednio w tym miejscu drewnianym dworze, należącym w I połowie XIX wieku do Rostworowskich. Z tego też okresu pochodzi zabytkowy park, którego pierwotna powierzchnia wynosiła 4 hektary. W 1858 roku majątek nabyli Wyszomirscy – wówczas to zburzono pozostałości dawnego dworu i podjęto decyzję o zbudowaniu nowego pałacu; zaangażowany w tym celu został znakomity architekt – Bolesław Podczaszyński, specjalizujący się w projektowaniu dworów i pałaców. Pałac wzniesiono na planie wydłużonego prostokąta z wysuniętym portykiem dźwigającym taras. Elewacje krótszych boków pałacu wzbogacono o wykusze i tympanony. Po śmierci Józefa Wyszomirskiego majątek został zlicytowany, do czego doprowadziły długi, lecz przede wszystkim niezgoda wśród spadkobierców. Założenie parkowo-pałacowe, zmieniając właścicieli, ulegało postępującej dewastacji i rujnacji, na skutek której zostało w końcu przejęte przez siedlecki magistrat. Odtąd budynek pałacu służył celom publicznym. Mieścił się tu m.in. Szpital Zakaźny (1919–1920) i  Dom Starców (1927–1928). Po wojnie mieściła się tu Szkoła Podstawowa (1945–1950), a następnie Państwowy Dom Dziecka (1950–1983), zaś teraz Specjalny Ośrodek Społeczno-Wychowawczy w Stoku Lackim. Pałac zachował się w nienaruszonym stanie, natomiast park poważnie ucierpiał, szczególnie w czasie II wojny światowej – obecnie z 4 hektarów pozostało zaledwie 1,5 hektara. Jeszcze w latach osiemdziesiątych, zachowany był układ alej parkowych, i wiele wspaniałych jesionów, topoli, akacji, oraz modrzewi. Obecnie trwają prace, odtwarzające park.